# Metallochlora differens
Metallochlora differens är en fjärilsart som beskrevs av W. Warren 1897. Metallochlora differens ingår i släktet Metallochlora och familjen mätare. Inga underarter finns listade i Catalogue of Life.